# Білки (Гайсинський район)
Білки́ — село в Україні, у Дашівській селищній громаді Гайсинського району Вінницької області. Розташоване на обох берегах річки Білка (притока Собу) за 32 км на південь від міста Іллінці. Населення становить 536 осіб (станом на 1 січня 2018 р.).

## Історія
7 (20) листопада 1917 року, відповідно до Третього Універсалу Української Центральної Ради, увійшло до складу Української Народної Республіки.
12 червня 2020 року, відповідно розпорядження Кабінету Міністрів України № 707-р «Про визначення адміністративних центрів та затвердження територій територіальних громад Вінницької області», село увійшло до складу Дашівської міської територіальної громади.
19 липня 2020 року, в результаті адміністративно-територіальної реформи і ліквідації Іллінецького району, село увійшло до складу Гайсинського району.

## Населення

### Мова
Розподіл населення за рідною мовою за даними перепису 2001 року:
| Мова       | Кількість | Відсоток |
| ---------- | --------- | -------- |
| українська | 718       | 98.63%   |
| російська  | 9         | 1.23%    |
| білоруська | 1         | 0.14%    |
| Усього     | 728       | 100%     |

## Галерея

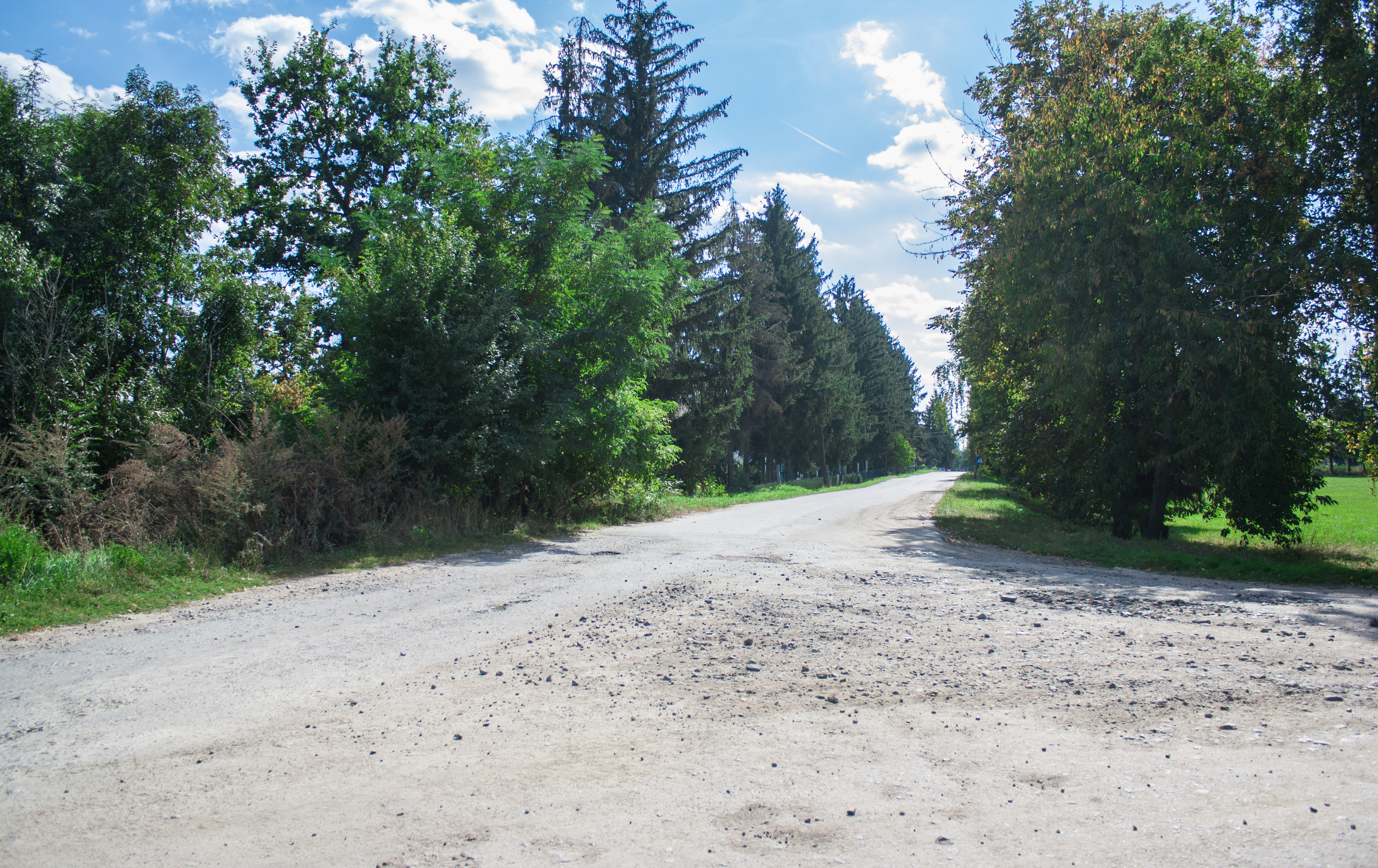
В'їзд у село
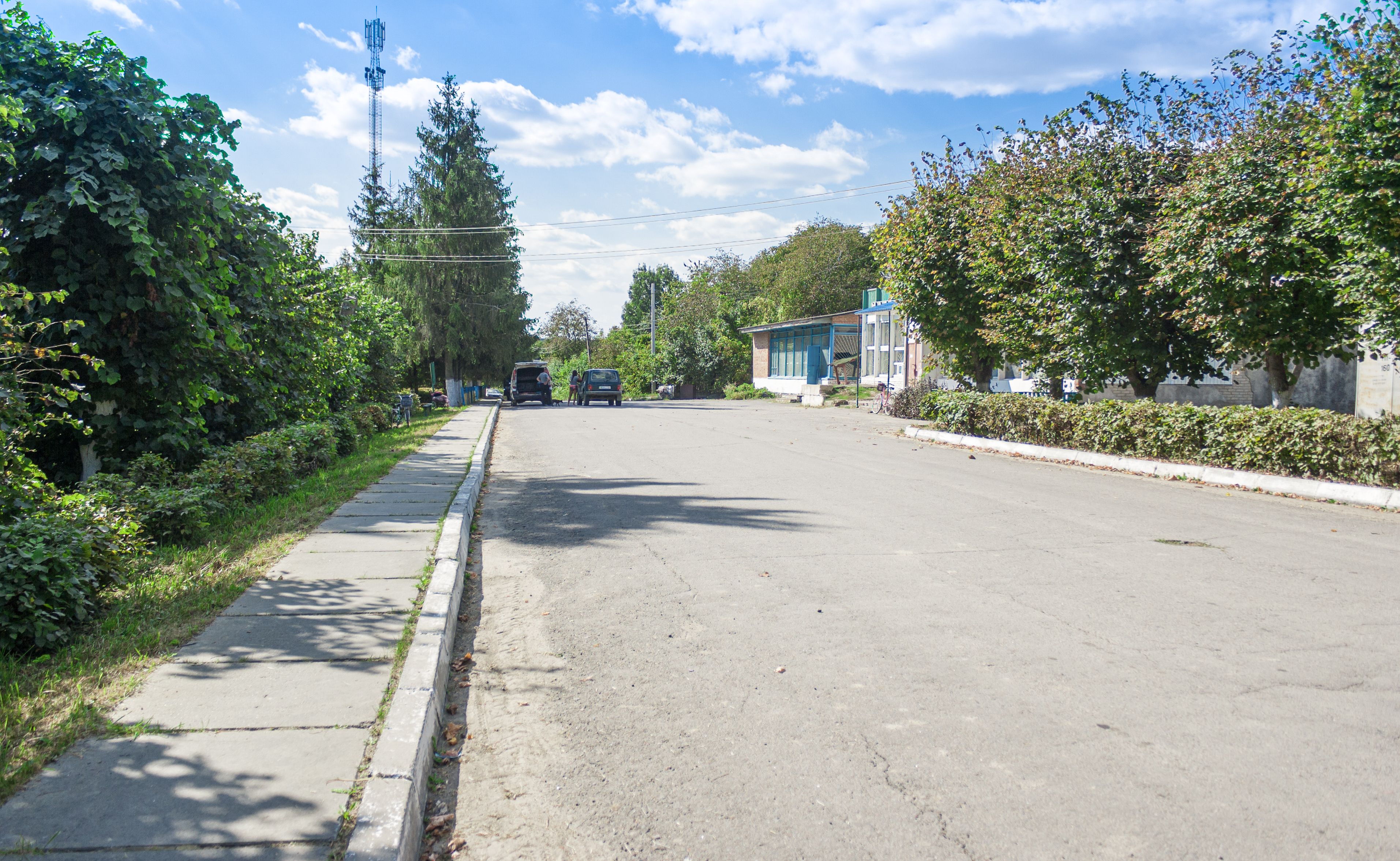
Центр села
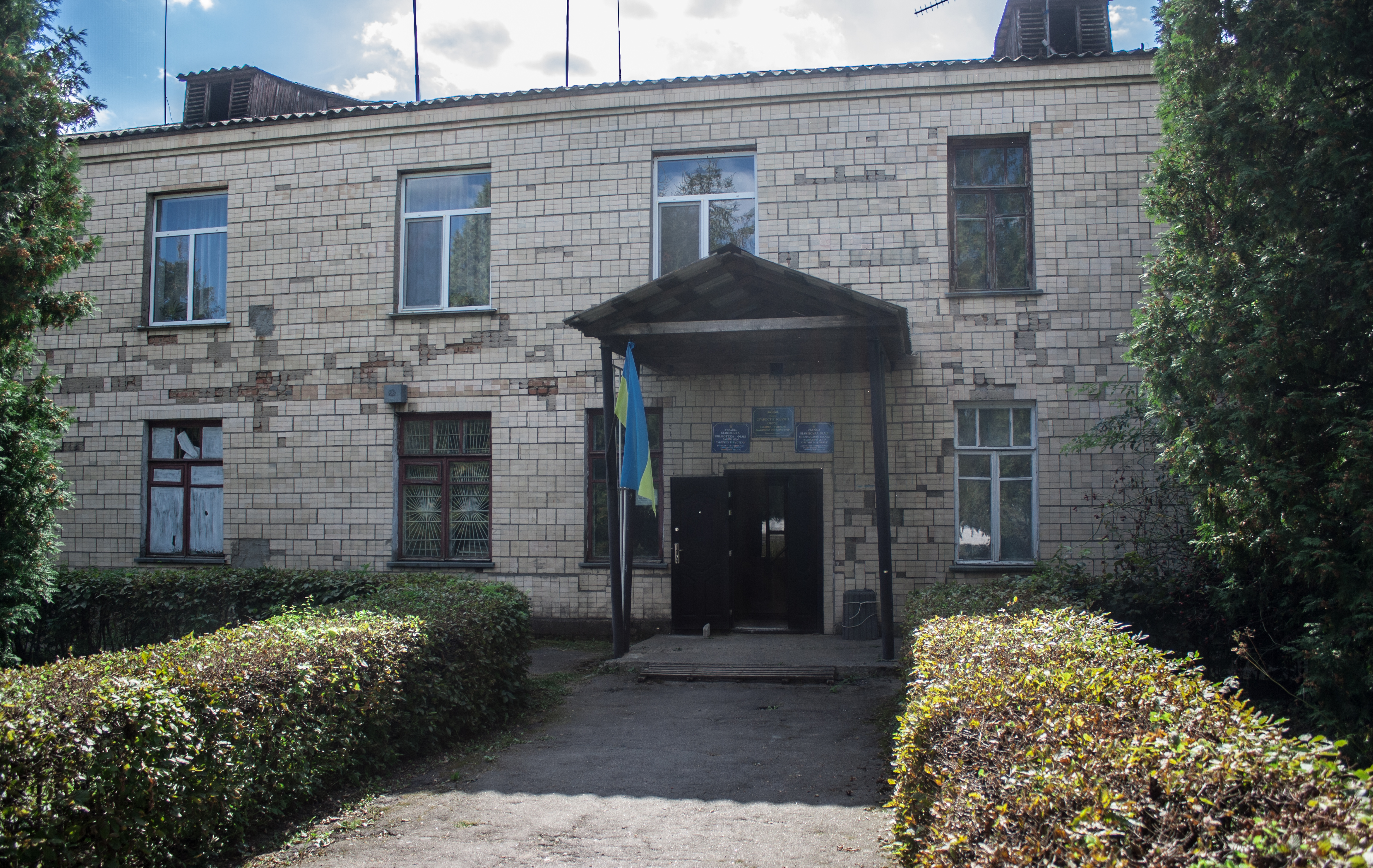
Сільська рада
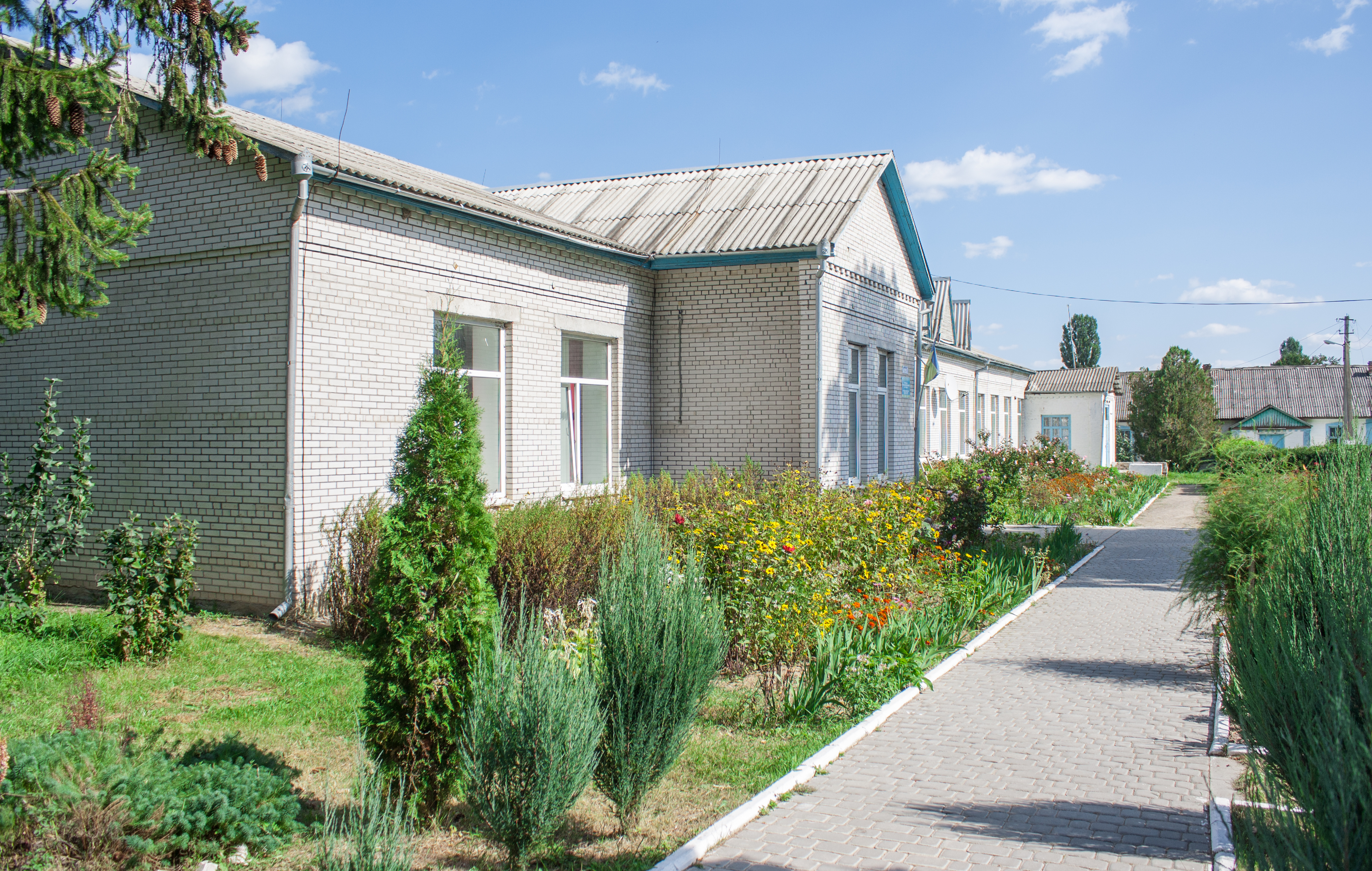
Школа
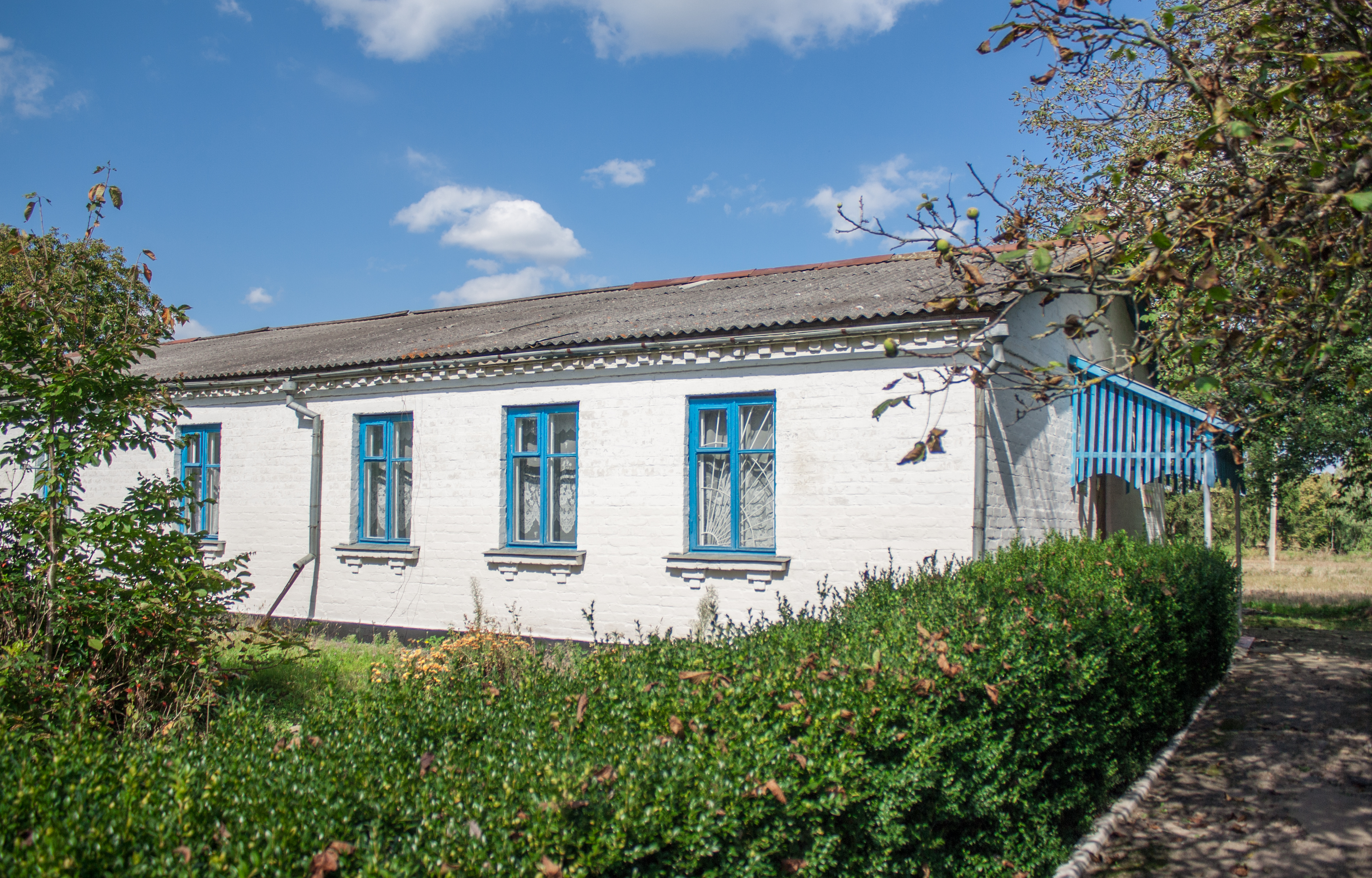
Амбулаторія
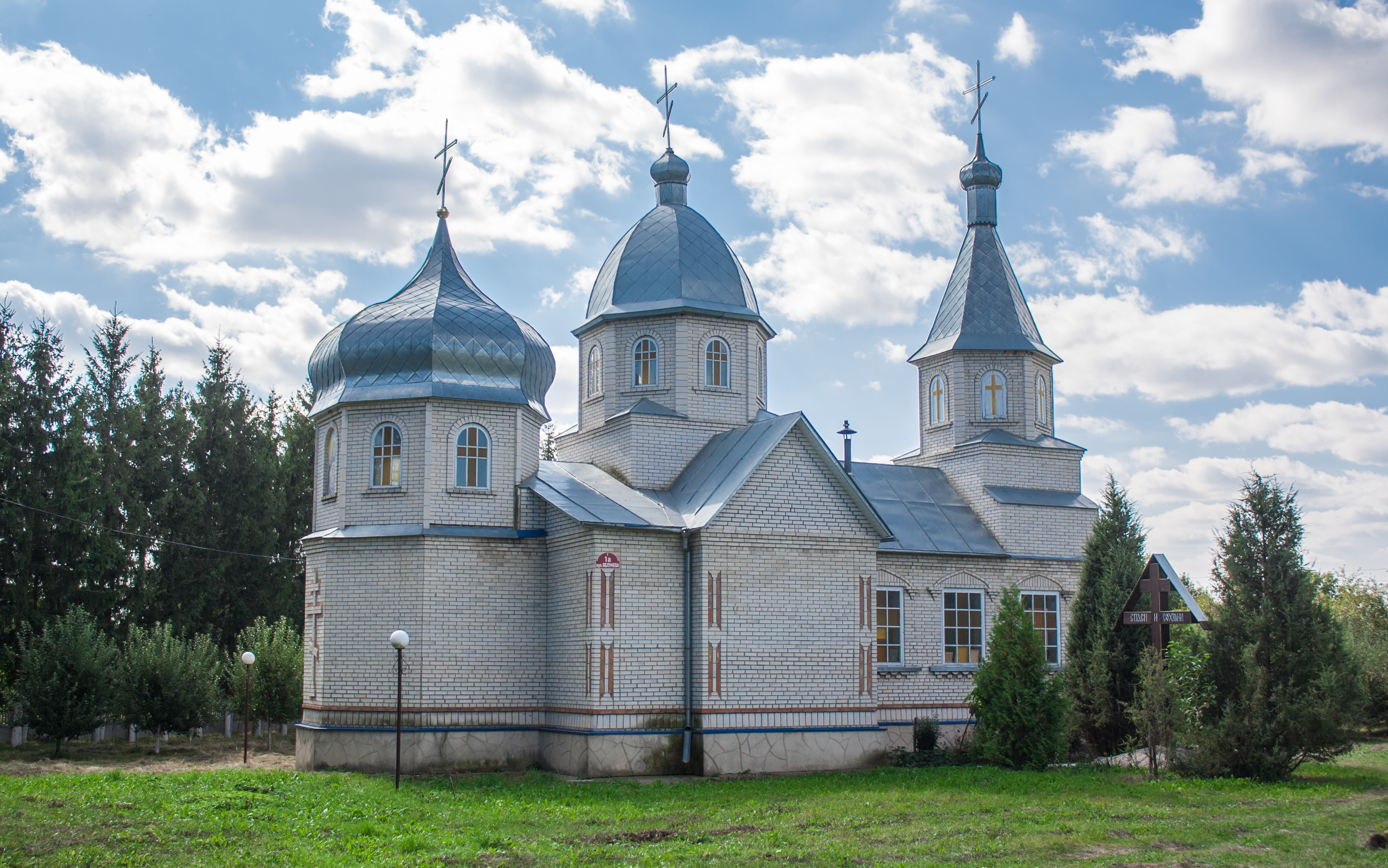
Церква
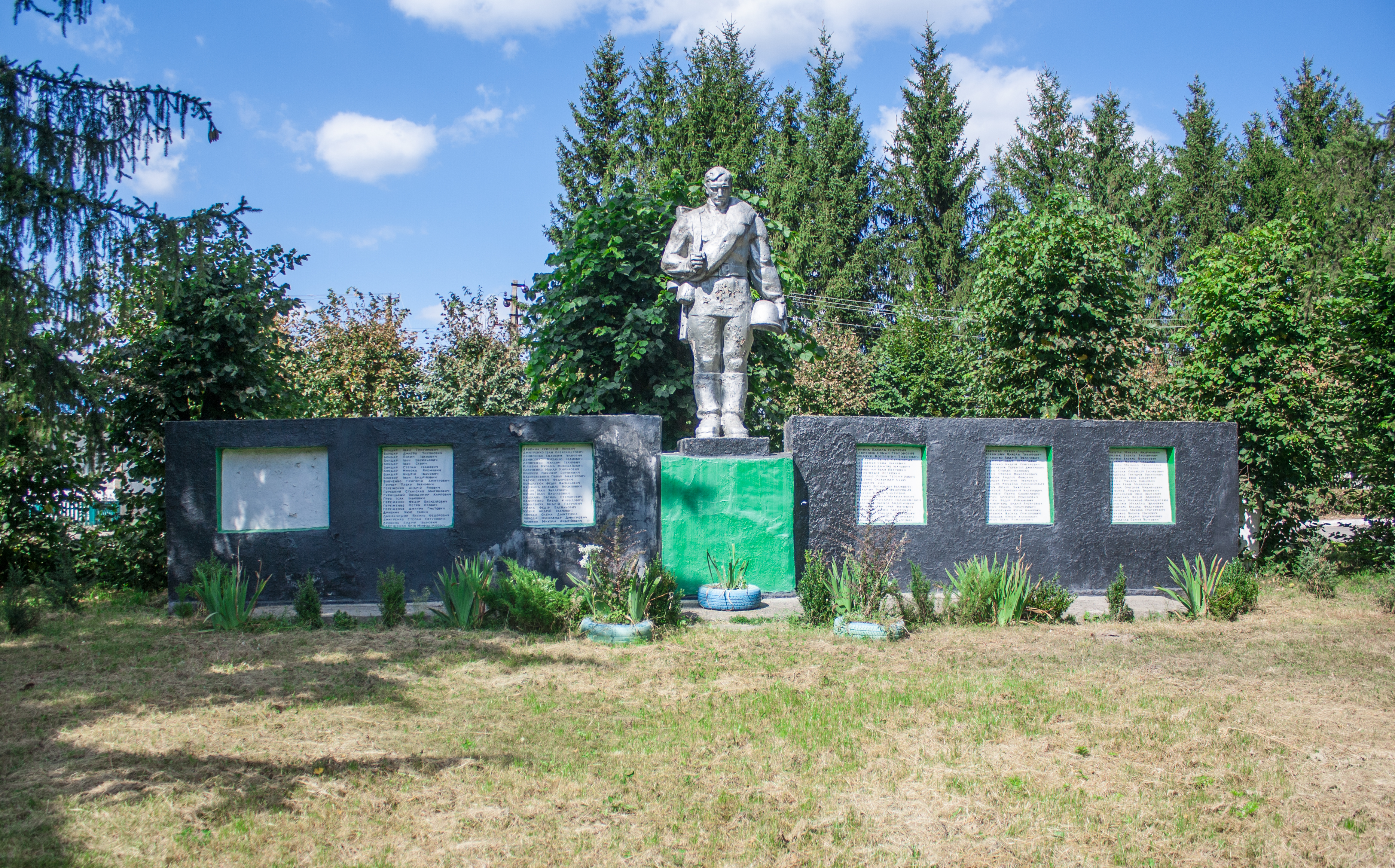
Пам'ятник воїнам-односельцям

## Транспорт
Із села вирушає прямий автобус на Київ (через Монастирище).